# Рагимова, Гюнель
Гюнель Рагимова (8 января 1990) — российская футболистка, защитница.

## Биография
Воспитанница ДЮСШ «Чертаново» (Москва). В 2007 году выступала в первом дивизионе за «Чертаново-2», затем ещё несколько лет играла за молодёжные составы «Чертаново» и «Измайлово». В сезоне 2007/08 также выступала в высшей лиге России по мини-футболу за московский «Лидер-ИТИГ».
Вызывалась в молодёжную сборную России, участвовала в двух розыгрышах турнира «Кубанская весна» (2008, 2009).
Дебютировала в высшей лиге России в составе «ЦСП Измайлово» 15 июля 2008 года в матче против «Кубаночки», заменив на 70-й минуте Лину Рабах, этот матч был для неё единственным в первых двух сезонах за «Измайлово». В 2010 году приняла участие в 12 матчах высшей лиги, в 2011 году сыграла один матч на старте сезона, после чего прекратила выступления.
Дальнейшая судьба неизвестна.